# 14826 Nicollier
14826 Nicollier este un asteroid din centura principală de asteroizi.

## Descriere
14826 Nicollier este un asteroid din centura principală de asteroizi. A fost descoperit pe 16 septembrie 1985 la Zimmerwald de Paul Wild. El prezintă o orbită caracterizată de o semiaxă mare de 3,09 ua, o excentricitate de 0,26 și o înclinație de 2,3° în raport cu ecliptica.